# Jamie Oleksiak
Jamieson "Jamie" Oleksiak, född 21 december 1992 i Toronto i Ontario, är en kanadensisk-amerikansk professionell ishockeyspelare som spelar för Seattle Kraken i NHL.
Han har tidigare spelat för Pittsburgh Penguins och Dallas Stars i NHL, Texas Stars i AHL, Saginaw Spirit och Niagara Icedogs i OHL, Northeastern Huskies i NCAA samt Sioux Falls Stampede och Chicago Steel i USHL
Han draftades av Seattle Kraken i NHL:s expansionsdraft 2021.

## Spelarkarriär

### NHL

#### Dallas Stars (I)
Jamie Oleksiak draftades i första rundan i 2011 års draft av Dallas Stars som 14:e spelare totalt.

#### Pittsburgh Penguins
19 december 2017 blev han tradad från Stars till Pittsburgh Penguins i utbyte mot ett villkorligt fjärdeval i draften 2019.

#### Dallas Stars (II)
Den 28 januari 2019 tradades han tillbaka till Stars i utbyte mot samma draftval i fjärde rundan 2019 som han byttes mot till Penguins.

## Privatliv
Jamie Oleksiak är äldre bror till simmaren Penny Oleksiak, som vann fyra OS-medaljer varav ett guld vid de olympiska sommarspelen i Brasilien år 2016.

## Statistik
| 2007–2008   | Toronto Nationals    | GTHL        | 51  | 1  | 10 | 11 | 46  | —  | — | — | — | —  |
| 2008–2009   | Little Caesars U18   | T1EHL       | 30  | 3  | 7  | 10 | 31  | —  | — | — | — | —  |
|             | Chicago Steel        | USHL        | 29  | 0  | 4  | 4  | 47  | —  | — | — | — | —  |
| 2009–2010   | Chicago Steel        | USHL        | 29  | 0  | 10 | 10 | 43  | —  | — | — | — | —  |
|             | Sioux Falls Stampede | USHL        | 24  | 2  | 2  | 4  | 32  | 3  | 0 | 1 | 1 | 2  |
| 2010–2011   | Northeastern Huskies | NCAA        | 38  | 4  | 9  | 13 | 57  | —  | — | — | — | —  |
| 2011–2012   | Saginaw Spirit       | OHL         | 31  | 6  | 5  | 11 | 24  | —  | — | — | — | —  |
|             | Niagara Icedogs      | OHL         | 28  | 6  | 15 | 21 | 23  | 20 | 0 | 4 | 4 | 6  |
| 2012–2013   | Dallas Stars         | NHL         | 16  | 0  | 2  | 2  | 14  | —  | — | — | — | —  |
|             | Texas Stars          | AHL         | 59  | 6  | 27 | 33 | 29  | 9  | 0 | 1 | 1 | 6  |
| 2013–2014   | Dallas Stars         | NHL         | 7   | 0  | 0  | 0  | 2   | —  | — | — | — | —  |
|             | Texas Stars          | AHL         | 69  | 5  | 18 | 23 | 31  | 21 | 0 | 5 | 5 | 8  |
| 2014–2015   | Dallas Stars         | NHL         | 36  | 1  | 7  | 8  | 8   | —  | — | — | — | —  |
|             | Texas Stars          | AHL         | 35  | 4  | 12 | 16 | 12  | 3  | 0 | 0 | 0 | 0  |
| 2015–2016   | Dallas Stars         | NHL         | 19  | 0  | 2  | 2  | 21  | —  | — | — | — | —  |
|             | Texas Stars          | AHL         | 8   | 0  | 2  | 2  | 2   | —  | — | — | — | —  |
| 2016–2017   | Dallas Stars         | NHL         | 41  | 5  | 2  | 7  | 37  | —  | — | — | — | —  |
| 2017–2018   | Dallas Stars         | NHL         | 21  | 1  | 2  | 3  | 18  | —  | — | — | — | —  |
|             | Pittsburgh Penguins  | NHL         | 47  | 4  | 10 | 14 | 69  | 12 | 1 | 0 | 1 | 7  |
| 2018–2019   | Pittsburgh Penguins  | NHL         | 36  | 4  | 7  | 11 | 37  | —  | — | — | — | —  |
|             | Dallas Stars         | NHL         | 21  | 0  | 1  | 1  | 8   | 4  | 0 | 0 | 0 | 0  |
| 2019–2020   | Dallas Stars         | NHL         | 57  | 1  | 6  | 7  | 35  | —  | — | — | — | —  |
| NHL totalt  | NHL totalt           | NHL totalt  | 301 | 16 | 39 | 55 | 249 | 16 | 1 | 0 | 1 | 7  |
| AHL totalt  | AHL totalt           | AHL totalt  | 171 | 15 | 59 | 74 | 74  | 33 | 0 | 6 | 6 | 14 |
| OHL totalt  | OHL totalt           | OHL totalt  | 59  | 12 | 20 | 32 | 47  | 20 | 0 | 4 | 4 | 6  |
| USHL totalt | USHL totalt          | USHL totalt | 82  | 2  | 16 | 18 | 122 | 3  | 0 | 1 | 1 | 2  |

### Internationellt
| Källa: Uppdaterad: 2020-02-15 | Källa: Uppdaterad: 2020-02-15 | Källa: Uppdaterad: 2020-02-15 |         | Utv = Utvisningsminuter | Utv = Utvisningsminuter | Utv = Utvisningsminuter | Utv = Utvisningsminuter | Utv = Utvisningsminuter |
| År                            | Lag                           | Mästerskap                    | Matcher | Mål                     | Assists                 | Poäng                   | Utv                     |                         |
| ----------------------------- | ----------------------------- | ----------------------------- | ------- | ----------------------- | ----------------------- | ----------------------- | ----------------------- | ----------------------- |
| 2008                          | USA                           | U18                           | 4       | 0                       | 1                       | 1                       | 2                       |                         |
| 2012                          | Kanada                        | JVM                           | 6       | 0                       | 0                       | 0                       | 2                       |                         |
| Junior totalt                 | Junior totalt                 | Junior totalt                 | 10      | 0                       | 1                       | 1                       | 4                       |                         |